# Мортенсен, Ларс Ульрик
Ларс У́льрик Мо́ртенсен (дат. Lars Ulrik Mortensen, род. 9 ноября 1955, Эсбьерг, Дания) — датский клавесинист и дирижёр.

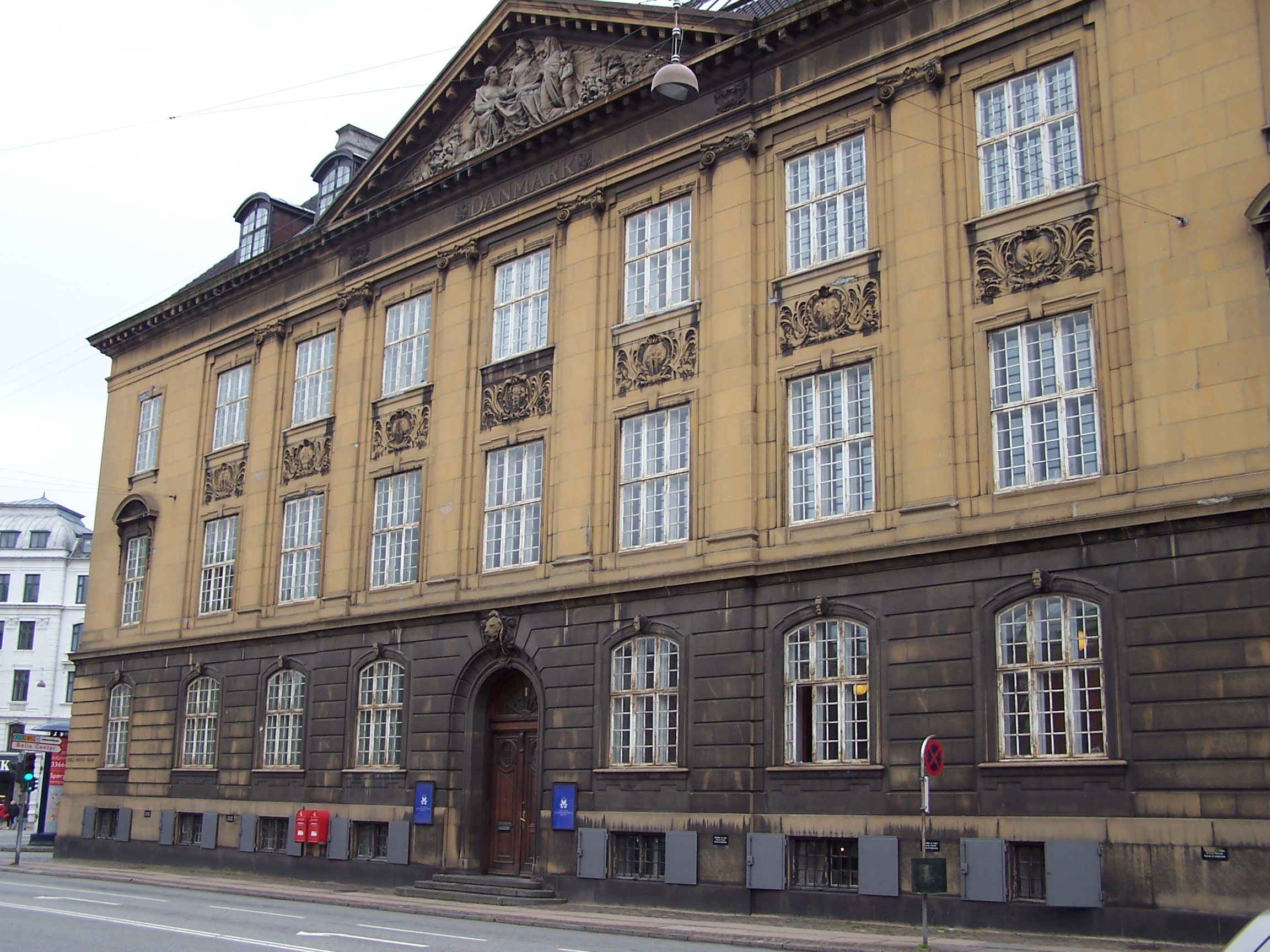
Датская Королевская академия музыки

## Биография
Учился в Королевской Академии музыки в Копенгагене, затем у Тревора Пиннока в Лондоне. В 1988—1990 годах играл в ансамбле Лондонское барокко, позже, до 1993 года — в английском оркестре Collegium Musicum 90.

## Репертуар
Известен исполнением произведений Баха.

## Творческие контакты
Выступал с Эммой Киркби, Джоном Холлоуэем, Япом тер Линденом.

## Руководство
Художественный директор оркестра инструментов эпохи Копенгагенский концерт, Барочного оркестра ЕС (2003—2007).

## Педагогическая деятельность
Преподавал в Высшей школе музыки и театра в Мюнхене (1993—1996).

## Признание
Французская премия Diapason d’Or, премия Грэмми, Премия Леони Соннинг (2007).